# Кобилянка (гміна)
Гміна Кобилянка (пол. Gmina Kobylanka) — сільська гміна у північно-західній Польщі. Належить до Старгардського повіту Західнопоморського воєводства.
Станом на 31 грудня 2011 у гміні проживало 4614 осіб.

## Територія
Згідно з даними за 2007 рік площа гміни становила 122.05 км², у тому числі:
- орні землі: 34.00%
- ліси: 55.00%

Таким чином, площа гміни становить 8.03% площі повіту.

## Населення
Станом на 31 грудня 2011:
| Опис     | Загалом | Загалом | Чоловіки | Чоловіки | Жінки | Жінки |
| -------- | ------- | ------- | -------- | -------- | ----- | ----- |
| одиниця  | осіб    | %       | осіб     | %        | осіб  | %     |
| все      | 4614    | 100     | 2284     | 49.50    | 2330  | 50.50 |
| міське   | 0       | 100     | 0        |          | 0     |       |
| сільське | 4614    | 100     | 2284     | 49.50    | 2330  | 50.50 |

## Сусідні гміни
Гміна Кобилянка межує з такими гмінами: Ґоленюв, Старгард-Щецинський, Старгард-Щецинський, Старе Чарново.